# موريتانيا في الألعاب البارالمبية الصيفية 2004
تنافست موريتانيا في دورة الألعاب البارالمبية الصيفية 2004 في أثينا باليونان . وقد تكون وفد البلاد من متسابقة واحدة وهي الزوها إيديدال. حيث تنافست إيديدال في حدث واحد لألعاب القوى ولم تفز بميدالية.

## ألعاب القوى
ألعاب القوى في الألعاب البارالمبية الصيفية لعام 2004 تضمنت 17 حدثًا للرجال و15 حدثًا للسيدات في 5 تخصصات. حيث تنافس الرياضيون في إحدى فئات الإعاقة الأربع:
- الرياضيون المكفوفون وضعاف البصر – تصنيف الرياضة من 11 إلى 13.
- الرياضيون المصابون بالشلل الدماغي – الفئات الرياضية من 32 إلى 34 (على الكرسي المتحرك) ومن 35 إلى 38 (أثناء الوقوف)
- مبتورو الأطراف والرياضيون الآخرون - الفئات الرياضية 40 (التقزم) و42 إلى أف 46 (مبتورو الأطراف الواقفون).
- الرياضيون على الكراسي المتحركة - الفئات الرياضية من 51 إلى 54 (أحداث المضمار) ومن 51 إلى 58 (أحداث الميدان).

### مسار السيدات
| رياضي      | حدث                 | تسخينات | تسخينات | أخير     | أخير     |
| رياضي      | حدث                 | نتيجة   | رتبة    | نتيجة    | رتبة     |
| ---------- | ------------------- | ------- | ------- | -------- | -------- |
| عزوة عيدال | 400 متر سيدات تي 54 | 1:28.75 | 5       | لم يتقدم | لم يتقدم |